# غلي (بالغلو)
غلي (بالفارسية: گلی) هي قرية تقع في إيران في قسم بالغلو الريفي. يقدر عدد سكانها بـ 163 نسمة بحسب إحصاء 2016.